# 埼玉県警察浦和警察署警察官による資産家強盗殺人事件
埼玉県警察浦和警察署警察官による強盗殺人事件（さいたまけんけいさつうらわけいさつしょ けいさつかんによる しさんかごうとうさつじんじけん）とは、2015年（平成27年）9月3日に埼玉県朝霞市で発生した強盗殺人事件である。犯人が埼玉県警察の警察官だったため、世間に大きな衝撃を与えた。

## 事件概要
2015年（平成27年）9月4日、朝霞市根岸台の民家からの119番通報が入った。救急隊が到着したところ、1階居間で背もたれを倒した座椅子の上で、あおむけに横たわった男性Aを確認し死亡が判明した。第1発見者は、連絡がつかないことを不審に思い、訪問したAの弟だった。
司法解剖の結果、死因は頸部圧迫による窒息死。体内からはエタノールが検出され、抵抗した形跡はなかった。また、1階の耐火金庫にあった筈の現金100万円も無くなっており、臨場した捜査員は「誰がどう見ても殺人事件」と思う現場だった。
Aは同居の母親が入院中のため、1人暮らしだった。穏やかな性格で、Aを知る人は「他人から恨みを買うような人ではなかった」と証言している。以前はタクシー運転手として勤務していたものの、体調を崩して平成22年にタクシー会社を退社。足を悪くした後は、第1発見者となる弟が週に1回程度、飼い犬を散歩させるために訪れていた。
殺人事件と断定した埼玉県警察は、朝霞警察署に捜査本部を設置。捜査本部は現場検証で、被疑者とみられる男の遺留物の採取に成功。またA宅のインターホンには、留守かどうかを確認するためか、前日の3日にチャイムを複数回押す男の姿の画像が残されていた。その後「3日にAさん方そばの月極駐車場に、1台の乗用車が止まっていた」という目撃情報が寄せられた。
インターホンの画像を調査したところ、浦和警察署地域課に勤務するX巡査部長に酷似していた。また、目撃情報から割り出した乗用車の所有者は、Xの親族の自動車だった。捜査本部は、浦和署で勤務中だったXを任意同行させ事情聴取を開始。最終的にDNAも任意で採取し、現場で遺留してたた物と一致したため、捜査本部はXを殺人容疑で逮捕した。事件当日の9月3日、Xは宿直明けの非番で、4日以降は8月末に予め申請済みだった夏休みを取っていた。
犯行動機として「カネに困っていた」と話し、耐火金庫の場所についてはかつて被害者Aの父親が自宅で亡くなった際、捜査員としてA宅を訪れ検視を担当しており「金庫の場所はその時に覚えた」と供述していた。
10月2日、さいたま地検はXを強盗殺人と住居侵入の罪で起訴した。同日、埼玉県警はXを懲戒免職処分とした。また、占有離脱物横領でも書類送検した。

## 裁判
2016年11月28日、さいたま地裁（佐々木直人裁判長）で裁判員裁判の初公判が開かれ、Xは起訴内容について「ロープで首を絞めたのは間違いないが、大声を止めようとしただけ」と殺意を否認した。弁護側も大声を出すAを止めるため首を絞めたとして、殺意と強盗の故意性を否定した。
冒頭陳述で検察側は、Xは捜査で知り合った女性と2014年6月から不倫関係になったと述べた。その後、アパートを借りて生活費を負担したが、2015年4月から家賃を滞納するなど金銭的に困窮する様になった。
そのため、クレジットカードでカネを借り、8月下旬には管理会社から退去警告を受けたため、「9月4日に支払う」と約束していた。
そして事件当日の9月3日、Xは前年10月に父親の検視のため訪れたことがあったA方に現金を盗もうと侵入。在宅していたAと面識があったため「犯行発覚を防ぐため殺すしかない状況だった」と殺害を決意し実行。現金約121万6千円と記念硬貨123枚（64万7500円相当）を奪った。
殺害後には滞納した家賃を支払い、女性と沖縄旅行に出掛けた。公判では女性の子供がDNA鑑定で父親が別と判明、関係解消を図ったが「職場に行って全部話す」と言われ続いたことも明かされた。以上の内容を踏まえて殺意と強盗の意思があったと主張した。
2016年12月8日、論告求刑公判が開かれ、検察側はXに無期懲役を求刑した。
2016年12月20日、さいたま地裁で判決公判が開かれ、Xに求刑通り無期懲役の判決を下した。
判決では、Xが警察官の業務でA方に多額の現金があると知り、窃盗が難しいとみるや強盗殺人を決意したとして「責任非難の程度は強い」と指弾。
また、Xの公判の供述についても「供述は不合理で反省の態度はみられない」と断じた。
さらに、弁護側の傷害致死と窃盗の罪に当たるという主張も全面的に退けた。
2017年7月12日、東京高裁（大島隆明裁判長）は無期懲役とした一審さいたま地裁の判決を支持、X側の控訴を棄却した。
2018年10月2日、最高裁第2小法廷（菅野博之裁判長）はX側の上告を棄却する決定を行い、これによりXの無期懲役が確定した。

## Xの人物像
事件の被疑者であるX（逮捕後に懲戒免職）は、高校卒業後の2002年（平成14年）に埼玉県警察に採用され任官。警察学校卒業後の2003年（平成15年）以降、浦和警察署・川口警察署で勤務したのち、刑事となり、2011年（平成23年）には県内の殺人、強盗などの凶悪犯罪を担当する刑事部捜査第一課に勤務するなど、優秀な警察官であった。2012年（平成24年）に巡査部長に昇任。捜査一課を離れ朝霞警察署刑事課に勤務していた。
私生活でも「地元の名家」に婿入りし畑作業を手伝うなど良好な関係であった一方、金銭問題や女性関係に問題があった。事件当時のXには支払期限の迫った借金があり犯行動機として「カネに困っていた」と供述していた。また被害相談に訪れた女性といわゆる不倫の関係にあり、県警に問題が発覚し懲戒処分を受け朝霞署刑事課から浦和署地域課に異動となっていた。

## 県警の対応
埼玉県警察の現職警察官が殺人事件を起こすことは初めてであり、県警本部の慌てぶりは相当なものだった。逮捕後の記者会見は12日午前4時過ぎの開始を予定したが、キャリア組の貴志浩平本部長を出席させず、写真やテレビカメラの撮影を冒頭だけに限ったことで報道陣が猛反発。空が明るみ始めた午前5時45分に捜査第一課長による会見がようやく始まった。
本部長ら県警幹部が会見したのは同11時40分だった。会見に出席した本部長は「被害者・ご遺族をはじめ、関係者に深くおわびする」と陳謝した。しかしながら「被害者」を「被疑者」と言い間違え訂正するなど、かなり動揺した様子であった。記者に進退を問われると「再発防止策を講じるのが、私の最大の責任だ」と短く述べるにとどめた。結局、辞職はせず、埼玉県警察本部長を2017年4月5日まで勤め、警察庁長官官房審議官（国際・調整担当）に異動、預金保険機構理事などを歴任し、2020年2月17日に関東管区警察局長で退官した。
ある県警関係者は「県警に相当な衝撃が走ったことは事実だ。言い間違いは『本当に謝罪する気があるのか』といわれても仕方ないが、本部長も相当焦ったんだろう」。
現場警察官はあきれ顔で話す一方、Xへの憤りをあらわにした。「一番許されないのは、警察官が殺人を犯したことだ。カネに困っていたとしても、なぜここまでする必要があったのか。犯行が事実なら、ふざけるなと言ってやりたい」と激しい憤りを隠さなかった。